# Glicério
Glicério est une municipalité brésilienne de l'État de São Paulo et la Microrégion de Birigüi.

## Personnalités liées à la commune
C'est le village natal de Jair Bolsonaro (1955-), président de la république brésilienne depuis le 1er janvier 2019.